# BFA Senior League
La BFA Senior League è il campionato di calcio delle Bahamas.

## Squadre partecipanti
Stagione 2024-25.
- Baha Juniors
- Cavalier
- Future Stars
- IM Bears
- Inter Nassau 17
- Inter Nassau BLS
- Dynamos
- Renegades
- UB Mingoes
- United
- WW Gladiators
- WW Titans

## Albo d'oro
- 1991/92:  Britam Utd
- 1992/93:  Britam Utd
- 1993/94:  Britam Utd
- 1994/95:  Britam Utd
- 1995/96:  Freeport
- 1996/97:  Cavalier
- 1997/98:  Cavalier
- 1998/99:  Cavalier
- 1999/00:  Abacom United
- 2000/01:  Cavalier
- 2001/02: finale non disputata
- 2002/03:  IM Bears
- 2003/04: finale non disputata
- 2005: sconosciuto
- 2005/06: finale non disputata
- 2007: finale non disputata
- 2008: finale non disputata
- 2008/09:  IM Bears
- 2009/10:  IM Bears
- 2010/11:  IM Bears
- 2011/12:  IM Bears
- 2013:  IM Bears
- 2013-2014:  Lyford Cay
- 2014-2015:  WW Titans
- 2015-2016:  IM Bears
- 2016-2017:  WW Titans
- 2017-2018:  UB Mingoes
- 2018-2019:  Dynamos
- 2020: Stagione non disputata
- 2021: Stagione abbandonata
- 2022-2023:  WW Titans
- 2023-2024:  WW Titans
- 2024-2025:  WW Titans

## Titoli per squadra
| Club          | Títoli |
| ------------- | ------ |
| IM Bears      | 7      |
| WW Titans     | 5      |
| Britam Utd    | 4      |
| Cavalier      | 4      |
| Abacom United | 1      |
| Freeport      | 1      |
| Lyford Cay    | 1      |
| UB Mingoes    | 1      |
| Dynamos       | 1      |